# Wayfarer (Jan Garbarek)
Wayfarer is een studioalbum van de Jan Garbarek Group. Het was een typisch jazzensemble dat er was voor een album en een tournee, maar daarna weer opgeheven werd. Het album is opgenomen in maart 1983 in de Talent Studio onder leiding van Jan Erik Kongshaug. 

## Musici
- Jan Garbarek – tenorsaxofoon, sopraansaxofoon
- Bill Frisell – gitaar
- Eberhard Weber – bas
- Michael Di Pasqua – slagwerk, percussie

## Muziek
Alle muziek van Garbarek

| Nr. | Titel    | Duur  |
| --- | -------- | ----- |
| 1.  | Gesture  | 8:41  |
| 2.  | Wayfarer | 9:27  |
| 3.  | Gentle   | 5:22  |
| 4.  | Pendulum | 10:17 |
| 5.  | Spor     | 7:46  |
| 6.  | Singsong | 4:17  |